# Polyplectropus admin
Polyplectropus admin är en nattsländeart som beskrevs av Malicky och Chantaramongkol 1993. Polyplectropus admin ingår i släktet Polyplectropus och familjen fångstnätnattsländor. Inga underarter finns listade i Catalogue of Life.